# セクション8
セクション8（セクションエイト、Section 8）は、DCコミックスの出版するアメリカン・コミックスに登場する架空のスーパーヒーローチーム。
バットマンのホームであるゴッサムシティを中心に活動するヴィジランテ。初出は『ヒットマン』18号（1997年10月）。ライターのガース・エニス(Garth Ennis)とアーティストのジョン・マクリア(John McCrea)、スティーブ・ディロン(Steve Dillon)によって創造された。
チーム名の「セクション8」はかつてアメリカ軍で使われていた用語で、精神的な理由による除隊、またはその対象となった兵士を意味する。

## 来歴
チームはゴッサム･シティのアイルランド移民地区コルドロンの下水道に本部を置いている。
リーダーはシックスパック。初代チームはシックスパックを含め8名だったが、シックスパックとブエノ・エクセレンテを除く6名が死亡。二代目チームは二人を含め現在7名で、人員募集中である。
『ヒットマン』誌で初登場する以前に、それぞれ何らかのヒーロー活動を行っていたようである（メンバーの幾人かは幻覚を見がちなため、いくぶん疑問は残るが）。
シリーズ開始時は、チーム結成の前だが、メンバー全員がゴッサム・シティに所属していた。フレンドリー・ファイア、シェイクス、ジャン・ドゥ・バトンは引退しており、デフェネストレイターは警官を同じ窓から14回投げた後、アーカム・アサイラムに収容されていた。ドッグ・ウェルダーとフレムジェムはゴッサムのストリートで自警団活動をしていた。シックスパックは 「ヌーナンズ・バー」の常連で、泥酔して見るスーパーヒーロー活動の夢を現実だと思いこんでいた。
『ヒットマン』のストーリーライン「エース・オブ・キラーズ(Ace of Killers)」で、彼らはヒットマン（トミー・モナハン）と彼の仲間（ナット・ザ・ハット(Natt the Hat)、ティーゲル刑事(Detective Tiegel Deborah)、キャットウーマン）を殺そうとしていた多くのマフィアを殺害し、ヒットマン達を助けた。その後セクション8は、ヒットマンがロボ（Lobo）と遭遇した際に彼を助けている。気絶したロボにブエノ・エクセレンテをけしかけてロボを脅迫するネタをつくり、ヒットマンがロボに襲われるを防いだのである 。
その後もシックスパックは『ヒットマン』誌にコミックリリーフとして何度か登場し、ヒットマンを助けている。
しかし、フレンドリー・ファイアがメンバーの悲惨な境遇を指摘し、自分達がしたことは月に一度集まっているだけで何ひとつ達成できていないと指弾した後、チームは分裂してしまった。フレンドリー・ファイアが怒りに我を忘れ、シックスパックのスーパーヒーロー活動は全てただの酔っ払いの夢に過ぎないと指摘したとき、シックスパックはひどく取り乱したままになってしまった。
しかし、不定形の悪魔メニーアングルド・ワンズ(the Many-Angled Ones)がゴッサムに出現すると、セクション8は再び結集した。
だが彼らの戦いは失敗に終わり、ほとんどのメンバーが戦死するか、自分自身を誤射して死んだ。しかしシックスパックは、『爆炎が私を傷つけることなどない、また悪魔に立ち向かって死ぬことを恐れない、なぜなら「スーパーヒーロー」だから。』とメニーアングルド・ワンズに宣言し、彼らに興味を持たれた。メニーアングルド・ワンズは地球を退去する代わりに、シックスパックが彼らに同行し、彼自身の魂のために自分達と戦う、という取引をした。
この戦いの後、シックスパックの犠牲に敬意を表して公園に彼の立像が建てられた（「スーパーマン: ザ・ラスト・エピソード(Whatever Happened to the Man of Tomorrow ?)」の最終部のパロディーである）。
しかし彼はニューヨークで芸術家シドニー・スペックとして生きており、しかも正気に戻っていた（「彼自身の魂のための戦い」とは、アルコール依存症との戦いであった）。
ブエノ・エクセレンテもこの戦いを生き延び、チーム壊滅の原因となったメニーアングルド・ワンズを解き放った科学者に復讐した。
2015年6月、DCコミックスは、ガース・エニスとジョン・マクリアによる『オールスター・セクション8 (All Star Section 8)』を刊行。
シックスパックが臨死体験中に遭遇したファントム・ストレンジャー(Phantom Stranger)から、ドッグ・ウェルダーなど死んだセクション8のメンバーがリンボ（地獄の辺土）に送られていることを明らかにされた。

## メンバー

### 初代
シックスパック （Sixpack）
日本語訳は「酔って酒瓶で頭を殴るマン」
本名：シドニー・スペック(Sidney Speck)。チームリーダー。
ピチピチのTシャツ風のコスチュームから常にビール腹がはみ出している。
特殊能力は、酔ってさえいれば、相手がどんな超存在であっても酒瓶で殴ったり、割れた酒瓶で喉を掻き切ることができる、というもの。
ちなみに「シックスパック」は、「割れた腹筋」のことではなく「缶ビールの6本パック」の意味。
ブエノ・エクセレンテ （Bueno Excellente）
日本語訳は「変態性欲マン」
コートを着て常に汗ばんだ太ったハゲのラテン系アメリカ人。台詞は「ブエノ」または「エクセレンテ」のみ。
変態性欲の力を用い、常にコマ割りの外で悪に肉体的制裁を加える。
デフェネストレイター （The Defenestrator）
日本語訳は「窓から投げ捨てるマン」、プラハ窓外放出事件に由来する名前。
肩の張ったジャケットとターミネーター風のサングラスをかけた巨漢。
特殊能力は窓から相手を投げ捨てること。近くに建物や窓がない場合に備えて自らガラス入りの窓枠を持ち歩き、それで相手を殴ることもある。
ドッグ・ウェルダー（初代） （Dogwelder）
日本語訳は「犬溶接マン」
特殊能力は、犯罪者の身体に死んだ犬を溶接すること。溶接された犯罪者は死ぬ。
溶接マスクを常に着用しており、ガス溶接機を背負い、腰に犬の死体をぶら下げている。
フレンドリー・ファイア （Friendly Fire）
日本語訳は「誤射マン」
額と胸に黄色で＜FF＞の文字が入った赤い全身タイツ型コスチューム。
両手から赤いエネルギー・ブラストを発射するが、何故か攻撃が全て味方にあたってしまう。
ジャン・ドゥ・バトン （Jean de Baton-Baton）
日本語訳は「フランス人マン」
赤と黒の横縞のコスチュームと紫のベレー帽、黒のドミノマスクをまとった痩せた男性。
フランス人パワー（the power of Frenchness）で戦う。フランスパンで相手を殴ったり、輪にしたニンニクやタマネギを投げつけたりする。
ちなみにフランス人ではない。
フレムジェム （Flemgem）
日本語訳は「痰吐くマン」
緑のコスチュームと紫のドミノマスクを着用。大量の粘り気のある痰を吐きかけて攻撃する。
シェイクス （Shakes）
日本語訳は「震えるマン」
吃音と貧乏揺すりで敵をいらだたせて隙をつくる。

### 二代目
ベイター （Baytor）
地獄(Criminal Insanity)の魔王。現在はシックスパックたちの溜り場「ヌーナンズ・バー」のバーテンダー。
『Hitman』にも登場する悪魔エトリガンのシリーズ『The Demon』で初登場、セリフは殆ど「我はベイター」。
ドッグウェルダー（二代目） （Dogwelder II）
質流れした初代の溶接マスクをかぶったことで正業も家族も捨て、二代目犬溶接マンとなった。
初代の白人からアフリカ系アメリカ人に人種が変更。
グラップラー! （The Grapplah!）
鼻や口まで覆う全身タイツのコスチュームにゴーグル型の保護メガネを着用。
とにかくあらゆる事態をフックとワイヤーを射出するグラップルガンで切り抜けようとするキャラクター。
パワーツール （Powertool）
青い作業服風のコスチュームを着用。ヘルメットのフェイスプレートの真ん中から前方に向け直角にドリルが突き出している。
ガッツ （Guts）
歩く内臓の塊。女性。後にブエノ・エクセレンテと結婚する。

## 日本語訳
- ヒットマン(1) （ガース・エニス著、海法紀光訳、エンターブレイン）2013年8月 ISBN 978-4047288904
- ヒットマン(2) （ガース・エニス著、海法紀光訳、エンターブレイン）2014年2月 ISBN 978-4047293618
- ヒットマン(3) （ガース・エニス、ジョン・マクリア著、海法紀光訳、エンターブレイン）2017年5月 ISBN 978-4047305205
- ヒットマン(4) （ガース・エニス、ジョン・マクリア著、海法紀光訳、エンターブレイン）2017年5月 ISBN 978-4047305212
- ヒットマン(5) （ガース・エニス、ジョン・マクリア著、海法紀光訳、エンターブレイン）2017年5月 ISBN 978-4047305229

注：セクション8が活躍するのは（1）および（2）。